# Джефф Хоар
Джефф Хоар (англ. Jeff Hoare, 1 октября 1923 – октябрь 2019) — британский художник и педагог.

## Биография
Хоар родился в Солсбери в 1923 году. В раннем возрасте переехал в город Амплфорт, когда его отец получил должность секретаря в частном пансионате. Хоар служил в Королевском флоте в 1942—1946 годах и после окончания службы начал учиться в Школе искусств Челси . Среди его современников были: Элизабет Фринк, Энтони Росситер и Брайан Йейтс. 
Хоар учился у Роберта Медли и Кери Ричардс,  затем в течение года занимался гравюрой в Королевском колледже искусств, а после получил диплом по художественному образованию и философии в Университете Суонси. Он начал выставляться в Королевской академии в 1957 году.
В то время в Великобритании апробировалась образовательная программа, по которой начинающие художники могли устроиться в академии искусств на должность преподавателя с неполной рабочей ставкой. Хоар преподавал в нескольких учреждениях: в средней школе округа Дагенхэм (1951—1955), школе Уондсворт, Городском литературном институте, Брайтонском художественном колледже (1958—1963), Центральной школе искусства и дизайна (1963—1974)), Художественной школе Камберуэлла, Кембриджском художественном колледже (1976—1984), Морли-колледже (1981). Хоара пригласили в качестве профессора-гостя, а затем в качестве художника-резидента в Университет Южного Иллинойса в 1967 и 1968 годах, соответственно, а затем в Университет Аризоны в 1979 году. Хоар был постоянным приглашённым художником и преподавателем в Международном центре Интерлокен в Нью-Гэмпшире. Хоар был приглашённым научным сотрудником Гренады в Ланкастерском университете в 1969-70 гг.
Из его работ выделялись фрески в Cordwainers College (1958), Regent Hotel Plymouth (1966), картины для штаб-квартиры Shell-Mex (1962), фрески для Департамента наук об окружающей среде, County College, Lancaster (1970); Ланкастерский университет (1971 год); Берман и Кальмбах, Нью-Йорк (1971); Университет Суррея. Хоар нарисовал танцоров на благотворительном мероприятии RSPB «Карнавал для птиц» в Королевском оперном театре (1991) и разработал декорации для «Кавказского мелового круга» Брехта.
У Хора было много персональных выставок, в том числе в галерее Пикадилли в Лондоне; Галерее Мэддисона, Нью-Йорк; Галерее Марджори Парр, Лондон; Галерее New Bertha Schaeffer, Нью-Йорк, Галерее Birgerjarl, Стокгольм; Галерее Аррас Нью-Йорк. Хоар также участвовал в групповых выставках: В Королевском фестивальном зале (1952); Художественном музее Спрингфилда, Иллинойс; Художественной галерее Abbot Hall, Кендалл. В 2010 году он нарисовал слона для «Парада слонов» в Лондоне, а в следующем году — крокодила для «Семья джунглей» на Эдинбургском фестивале.
Находясь под сильным влиянием своего раннего знакомства с американскими художниками, Хоар перешел от более традиционных техник рисования и живописи к созданию картин на море.
В 1952 году Хоар женился на Элизабет Джейн Ллойд, коллеге-художнице, которую он встретил, когда они оба учились в школе искусств Челси. Одна из дочерей тоже выбрала профессию художника и даже поучаствовала вместе с отцом в совместной выставке.
В 2010 году Хоар был награжден медалями Bletchley Park и Outstation War Veterans за свою военную работу на флоте.